# Federico Molari
Federico Molari (Rimini, 11 marzo 1979) è un ex cestista italiano.

## Carriera
Prodotto del settore giovanile del Basket Rimini, Molari debuttò in Serie A1 nel corso della stagione 1998-1999, quando collezionò le sue prime quattro apparizioni nella massima serie. L'anno successivo, invece, non scese mai in campo in campionato. Durante la Serie A1 2000-2001 andò a referto in 30 occasioni, venendo utilizzato dal tecnico Giampiero Ticchi in 20 partite di cui 3 da titolare. Al termine di un'annata che vide i biancorossi retrocedere, le medie stagionali di Molari furono pari a 1,3 punti in 4,3 minuti a gara. Il suo massimo in carriera in Serie A lo realizzò il 28 dicembre 2000 nella vittoria contro Avellino, quando segnò 8 punti.
Nonostante la discesa in Legadue, per il 2001-2002 la società decise ugualmente di mandarlo in prestito ai Bears Mestre in Serie B d'Eccellenza. Nel 2002-2003 vestì i colori dell'Europromo San Marino in Serie B2, categoria in cui militò anche con il Castel San Pietro per quasi una stagione e mezzo prima della rescissione contrattuale. Nel dicembre 2004 svolse un provino con il Roseto Basket di Serie A, senza però essere poi tesserato. Per il 2005-2006 firmò con il Basket Riccione in Serie C1.